# Jaziel Martínez
Jaziel Ismael Martínez Huerta (ur. 3 października 2000 w Saltillo) – meksykański piłkarz występujący na pozycji środkowego pomocnika, od 2024 roku zawodnik Morelii.
Jego brat Josué Martínez również jest piłkarzem.